# St John the Baptist (Brighton)

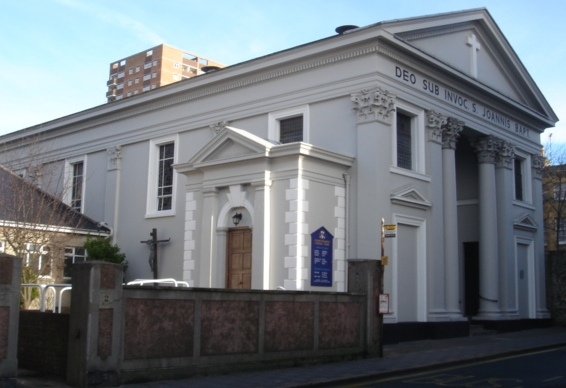
St John the Baptist

St John the Baptist ist eine römisch-katholische Kirche in der englischen Küstenstadt Brighton.

## Geschichte
Die in der Bristol Road gelegene Kirche wurde zwischen 1832 und 1835 im klassizistischen Stil nach Plänen des Architekten William Hallet errichtet und 1875 im Ostteil erheblich nach einem Entwurf von Gilbert Robert Blount im Stile der Neorenaissance erweitert. Die skulpturalen Arbeiten führte John Carew aus. Um 1888 erfolgte eine Umgestaltung des Innenraumes.
William Hallet orientierte sich bei seinem Entwurf insbesondere hinsichtlich des dem Kirchenschiff vorgelagerten Portikus stark an dem von John Newman entworfenen ersten Bau der Kirche St Mary Moorfields in London.

## Baubeschreibung
St John the Baptist verfügt als Raum für die Gemeinde nur über ein einziges breit gelagertes Kirchenschiff mit flacher Decke. Hieran schließt sich der dreischiffige und zweijochige Chor gleicher Gesamtbreite an, dessen Seitenschiffe mit Kreuzgratgewölben und dessen Mittelschiff mit einem Tonnengewölbe gedeckt sind. An das Mittelschiff des Chores folgt noch mit einem weiteren Joch der einschiffige Altarraum, ebenfalls tonnengewölbt und mit geradem Abschluss ohne Apsis.

## Grabmal von Maria Fitzherbert und Einordnung als Baudenkmal
Maria Fitzherbert, erste Ehefrau des späteren Königs Georg IV. von Großbritannien und römisch-katholischen Glaubens, ist in der Kirche begraben. Ihr Grabdenkmal befindet sich an der südlichen Langhauswand  in der Nähe der Orgelbühne. Es zeigt sie in kniender Haltung mit drei Eheringen als Zeichen ihr drei Ehen (sie war bei Eheschließung mit Georg bereits zweimal verwitwet), begleitet mit Symbolen der Erinnerung, Treue und Religiosität.
St John the Baptist ist in der amtlichen Denkmalliste des Vereinigten Königreiches als ein Baudenkmal des Grade II* („particularly important buildings of more than special interest“, in Deutsch: „besonders bedeutendes Bauwerk von allgemeinem Interesse“) eingetragen.